# Cantonul Bordeaux-3
Cantonul Bordeaux-3 este un canton din arondismentul Bordeaux, departamentul Gironde, regiunea Aquitania, Franța.